# Ichthyophonus
Ichthyophonus — рід одноклітинних евкаріотів, що паразитує на рибах. Вперше згадується в публікаціях 1911 року.
Іхтіофонів відносили до царства найпростіших (протистів), оскільки їх точне систематичне положення не було встановлено.
За результатами філогенетичних досліджень наприкінці XX-го сторіччя дослідники дійшли висновку, що на філогенетичному дереві рід має розташуватися поблизу розгалуження між справжніми грибами (Fungi) і тваринами (Animalia)
Найбільш поширеним і вивченим видом є іхтіофон гофері (Ichthyophonus hoferi) — збудник іхтіофонозу. Іхтіофон гофері виявлений більше ніж у 100 видів риб різних вод помірних та тропічних широт. Він є потенційним збудником для багатьох важливих промислових і вирощуваних риб, таких як камбалові, морські окуні, пікша, оселедець, скумбрія, шпрот та інших. Наслідком зараження є завжди загибель риби.